# Serie A (ishockey)
 For alternative betydninger, se Serie A (flertydig). (Se også artikler, som begynder med Serie A)
Serie A er den øverst rangerede ishockeyliga i Italien. Ligaen er etableret i 1925. Administrativt er den underlagt Federazione Italiana Sport del Ghiaccio (FISG). I sæsonen 2015/16 er der otte klubber i Serie A. I den næstøverste liga i Italien Serie B er der 16 klubber. De fleste klubber har hjemsted i Norditalien.

## 2015/16

### Klubber
| Klub                 | By                        | Arena                                  | Kapacitet |
| -------------------- | ------------------------- | -------------------------------------- | --------- |
| HC Asiago            | Asiago, Veneto            | Pala Hodegart                          | 2200      |
| SG Cortina           | Cortina d'Ampezzo, Veneto | Stadio Olimpico del Ghiaccio           | 2700      |
| HC Fassa             | Canazei, Trentino         | Stadio del Ghiaccio Gianmario Scola    | 3500      |
| Ritten Sport         | Ritten, Sydtyrol          | Arena Ritten                           | 1200      |
| HC Pustertal Wölfe   | Bruneck, Sydtyrol         | Leitner Solar Arena                    | 2150      |
| HC Valpellice        | Torre Pellice, Piemonte   | Palaghiaccio Olimpico di Torre Pellice | 2500      |
| WSV Sterzing Broncos | Sterzing, Sydtyrol        | Weihenstephan Arena                    | 1700      |
| HC Gherdëina         | Wolkenstein, Sydtyrol     | Eisstadion Pranives                    | 2000      |